# دانشگاه دیسیلز، پنسیلوانیا
دانشگاه دیسیلز (به انگلیسی: DeSales University) یک منطقهٔ مسکونی در ایالات متحده آمریکا است که در شهرستان له‌های، پنسیلوانیا واقع شده‌است. دانشگاه دیسیلز ۹۵۳ نفر جمعیت دارد.